# Lancia Delta HF Integrale

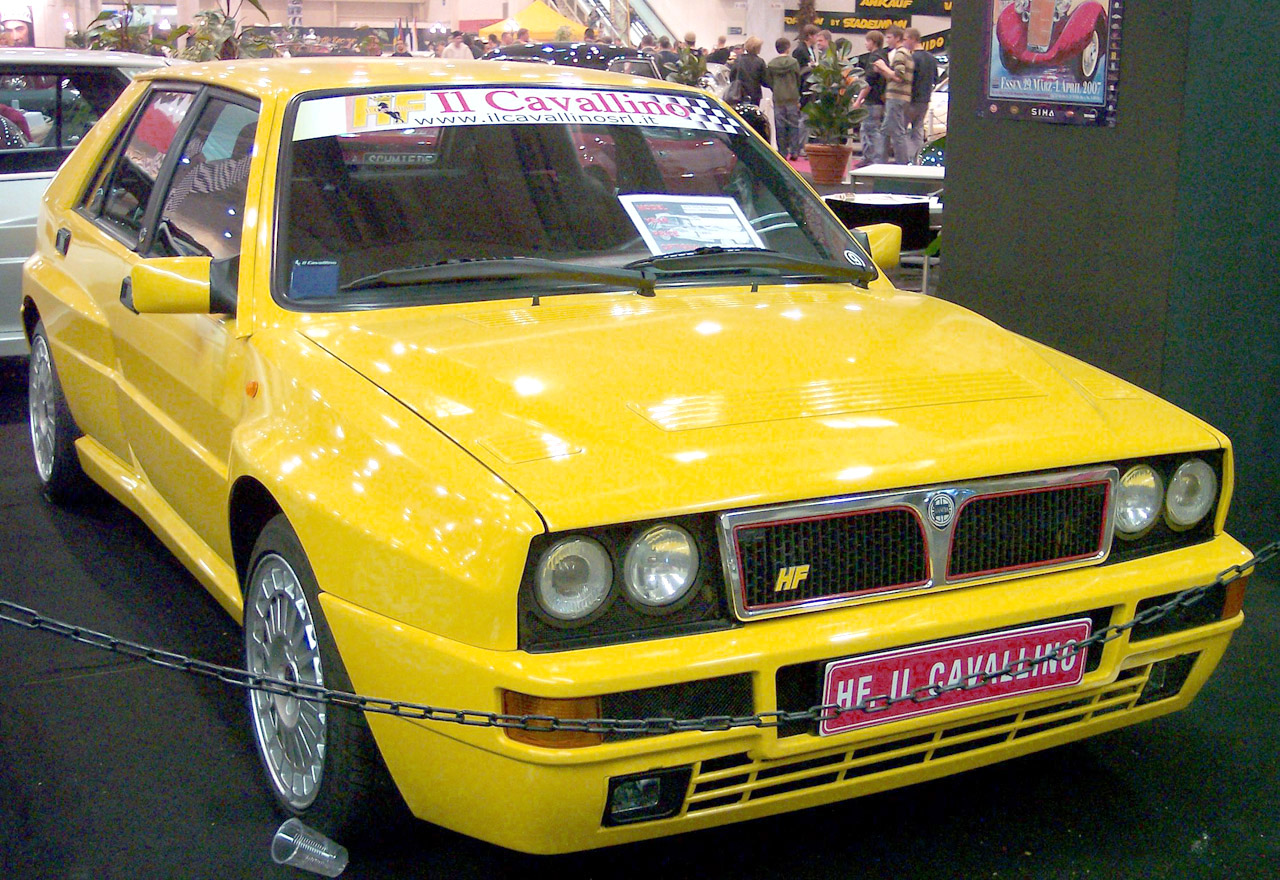
Lancia Delta HF.

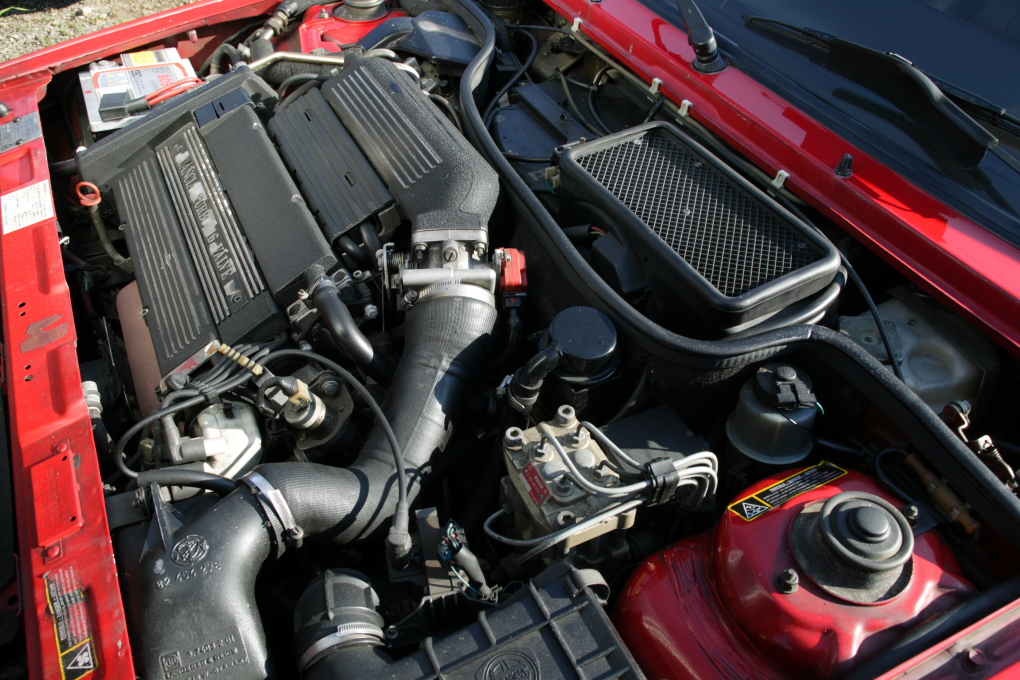
motorn i en Lancia Delta HF Integrale 16V.

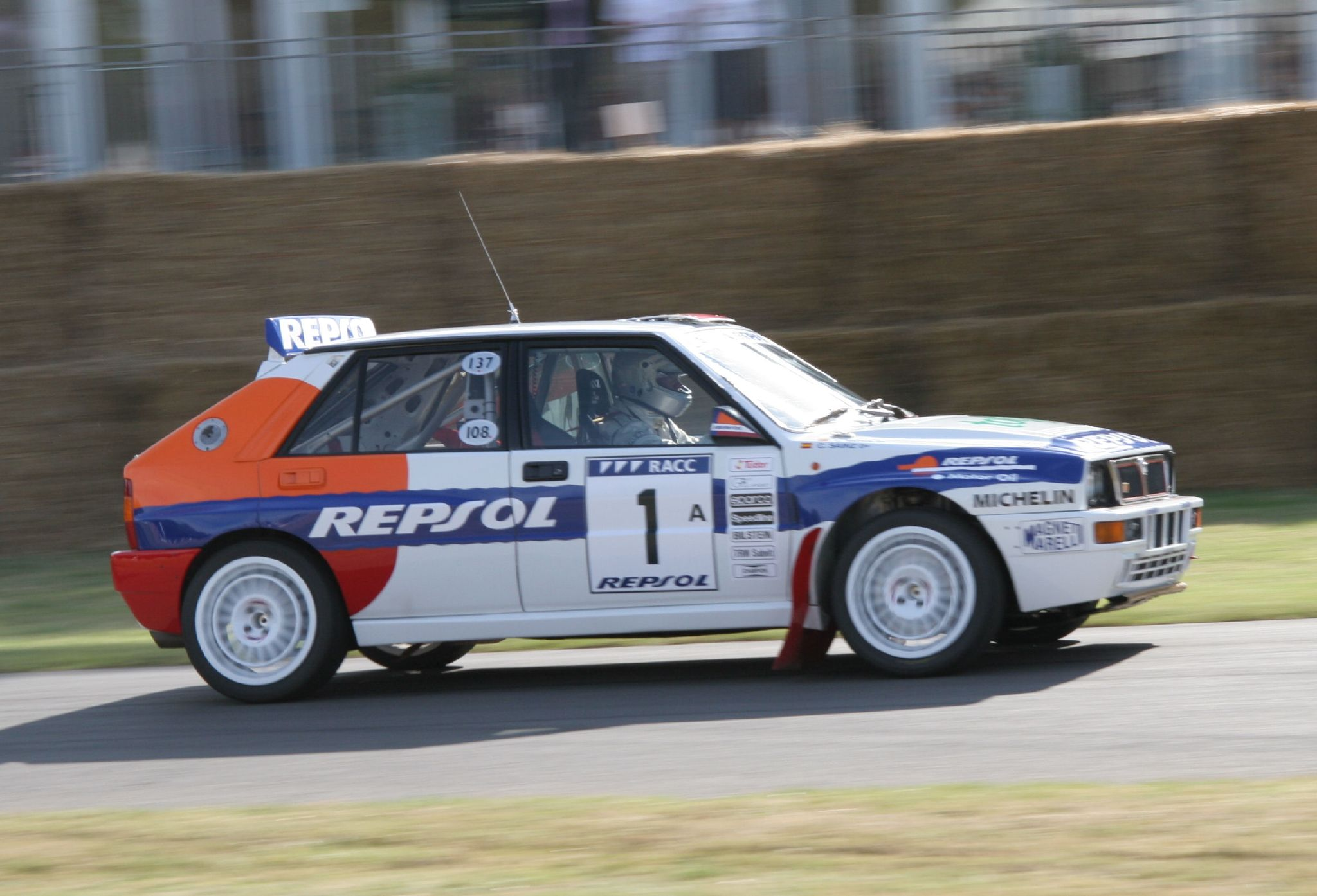
Lancia Delta HF Integrale från 1993.

Lancia Delta HF Integrale är en bilmodell tillverkad av Lancia som såldes mellan 1986 och 1994. 
Lancia Delta HF Integrale vann fyra förar- och sex konstruktörstitlar i Rally-VM emellan 1987 och 1992. Efter att Grupp B-bilarna med sina alltför kraftfulla motorer hade blivit förbjudna av FISA, dåtidens FIA, införde man i stället det s.k. Grupp A-reglementet. Man fick inte trimma motorerna lika hårt, och tillverkarna var tvungna att producera minst 5000 exemplar av modellen man ville tävla med, ett regelverk som kallas homologisera. Detta hade funnits redan på Grupp B-tiden, men man var då endast tvungen att bygga 200 exemplar. 
Lancia började med sin Delta HF4WD och körde med den ett år innan man ersatte den med Delta HF Integrale 8v. När man ville göra större ändringar på rallybilen, tvingades man alltså att tillverka minst 5000 exemplar av modellen med de nya ändringarna för att få den tillåten. All erfarenhet man samlade på rallysträckorna flöt direkt tillbaka till gatbilsproduktionen. Senare ersattes Integrale 8v med Integrale 16v som följdes av Integrale Evoluzione.
Bilarna är fyrhjulsdrivna och har en tvåliters turbomotor vars effekt varierar i olika modellutföranden. HF4WD har 165 hk, Integrale 8v har 185 hk, Integrale 16v har 200 hk, Evo I har 210 hk och Evo II ger 215 hk. Vridmomentet är nästan lika i alla utföranden och ligger på runt 300 Nm.
Till och med Integrale 8v hade fyrhjulsdriften drivit 56/44 (procentuell kraftfördelning fram/bak), men i och med att Integrale 16v lanserades ändrades detta till 43/57 på grund av att bilen tidigare hade understyrt kraftigt i vissa lägen.
HF4WD/Integrale är en ganska ovanlig bil i Sverige och det finns ungefär 170 stycken i landet.